# André Foucher
Pour les articles homonymes, voir Foucher.
André Foucher, né le 2 octobre 1933 à Cuillé (Mayenne) et mort le 4 mai 2025 à Ballots, est un coureur cycliste français, professionnel de 1960 à 1967.

## Biographie
André Foucher est né le 2 octobre 1933 à Cuillé (Mayenne), cultivateur de métier, il est passé professionnel après sa victoire dans le championnat de France amateur en 1959. Professionnel de 1960 à 1967, il est résistant et dur à la souffrance. Il a été un équipier modèle particulièrement apprécié d'Henry Anglade, Jan Janssen, puis Raymond Poulidor, et a contribué à de nombreux succès de ses chefs de file, notamment dans le Tour de France qu'il a disputé à 8 reprises, le terminant 7 fois, dont en 1964 à la 6e place. Il a remporté à deux reprises (1964, 1965) le Grand Prix du Midi libre,. Reclassé amateur hors catégories en 1968, il a couru pendant de longues années, jusqu'à l'âge de 65 ans. Dans les années 1970, il est deux fois contrôlé positif aux amphétamines. Il a pratiqué également le cyclo-cross.
André Foucher meurt le 4 mai 2025 à l'âge de 91 ans.

## Palmarès sur route
- 1955
  -  Champion de France militaires

- 1956
  - Grand Prix de Haguenau

- 1958
  -  Champion de France indépendants
  - Boucles Restériennes
  - Essor breton :
    - Classement général
    - 1re étape

  - 7e étape de la Route de France
  - 2e étape du Circuit des Angevines
  - 3e du Circuit des Angevines

- 1959
  - Grand Prix de l'Équipe et du CV 19e (« Paris-Tours » amateurs)
  - 2e du championnat de Bretagne indépendants

- 1960
  - Classement général du Circuit de la Sarthe
  - 2e du Grand Prix de Plouay

- 1961
  - 2e du Grand Prix de Grasse

- 1962
  - 2e de la Poly bretonne

- 1963
  - 3eb étape de Paris-Nice (contre-la-montre par équipes)
  - 2eb étape du Tour de France (contre-la-montre par équipes)
  - 3e du Tour du Var
  - 3e du Circuit des genêts verts

- 1964
  - Classement général du Grand Prix du Midi libre
  - 2e du Circuit d'Auvergne
  - 3e des Boucles de la Seine
  - 3e du championnat de France sur route
  - 3e du Tour de Picardie
  - 5e du Critérium du Dauphiné libéré
  - 6e du Tour de France

- 1965
  - Classement général du Grand Prix du Midi libre
  - 3e du Circuit d'Auvergne
  - 3e du Grand Prix de la côte normande
  - 5e de Paris-Luxembourg
  - 9e du Critérium du Dauphiné libéré
  - 10e du Circuit du Provençal

- 1966
  - 2e du Tour de l'Hérault
  - 3e du championnat de France sur route

- 1967
  - 7e du Grand Prix du Midi libre

- 1968
  - Une étape du Tour du Béarn
  - 2e du Circuit de Côte-d'Or

- 1969
  - 2e du Grand Prix Pierre Le Doaré
  - 3e du Circuit Gruet du Jura

- 1974
  - Circuit des Deux Provinces

- 1979
  - Circuit des Deux Provinces

- 1982
  - 3e du Grand Prix de Fougères

## Résultats sur les grands tours

### Tour de France
8 participations :
- 1960 : abandon (9eb étape)
- 1961 : 20e
- 1962 : 54e
- 1963 : 57e, vainqueur de la 2eb étape (contre-la-montre par équipes)
- 1964 : 6e
- 1965 : 18e
- 1966 : 43e
- 1967 : 46e

### Tour d'Italie
1 participation :
- 1962 : abandon (14e étape).

### Tour d'Espagne
1 participation :
- 1967 : 48e.

## Palmarès en cyclo-cross
- 1959-1960
  -  Champion de Bretagne de cyclo-cross
- 1961-1962
  - 7e du championnat du monde de cyclo-cross
- 1962-1963
  -  Champion de Bretagne de cyclo-cross
  - 8e du championnat du monde de cyclo-cross
- 1967-1968
  - 10e du championnat du monde de cyclo-cross.